# Burgstall Waidhofen
Der Burgstall Waidhofen bezeichnet eine abgegangene mittelalterliche Wasserburg unmittelbar südlich der Kirche St. Maria (Weiherweg 2) in Waidhofen im Landkreis Neuburg-Schrobenhausen in Bayern. Die Anlage wird als Bodendenkmal unter der Aktennummer D-1-7434-0148 als „Burgstall des hohen und späten Mittelalters“ geführt. 

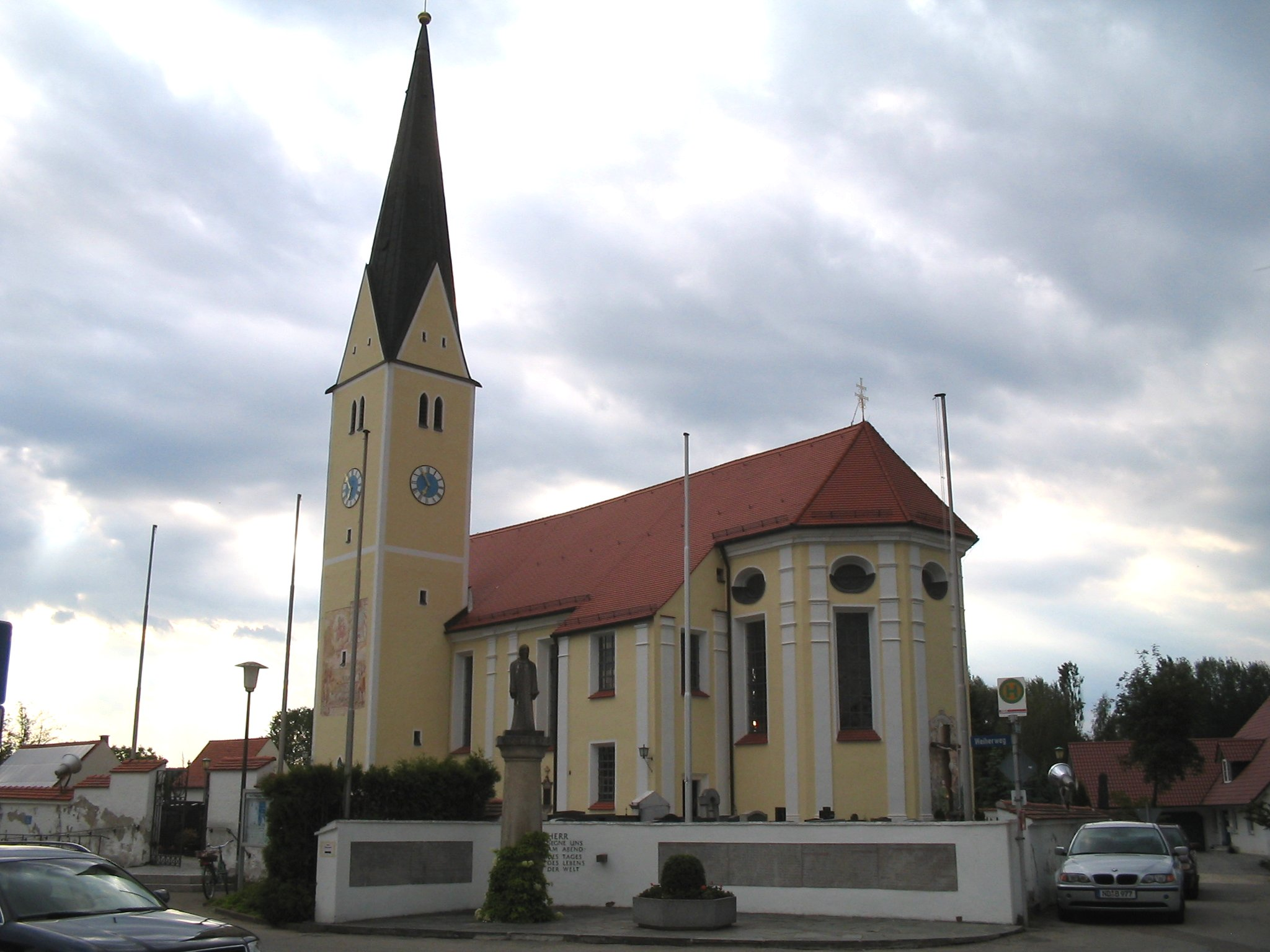
Pfarrkirche Mariä Reinigung und St. Wendelin in Waidhofen

## Beschreibung
Von der ehemaligen Burganlage sind der Wassergraben sowie die davon umschlossene, 40 m im Durchmesser ausmachende Insel samt Zugangsweg erhalten.